# Ficedula parva
El papamoscas papirrojo (Ficedula parva) es una especie de ave paseriforme de la familia Muscicapidae que vive en Eurasia. Algunos expertos consideran al papamoscas de la taiga (Ficedula albicilla) como una subespecie del papamoscas papirrojo, aunque tenga cantos diferentes y el plumaje de su garganta distinto (rojo rodeado de gris).

## Descripción

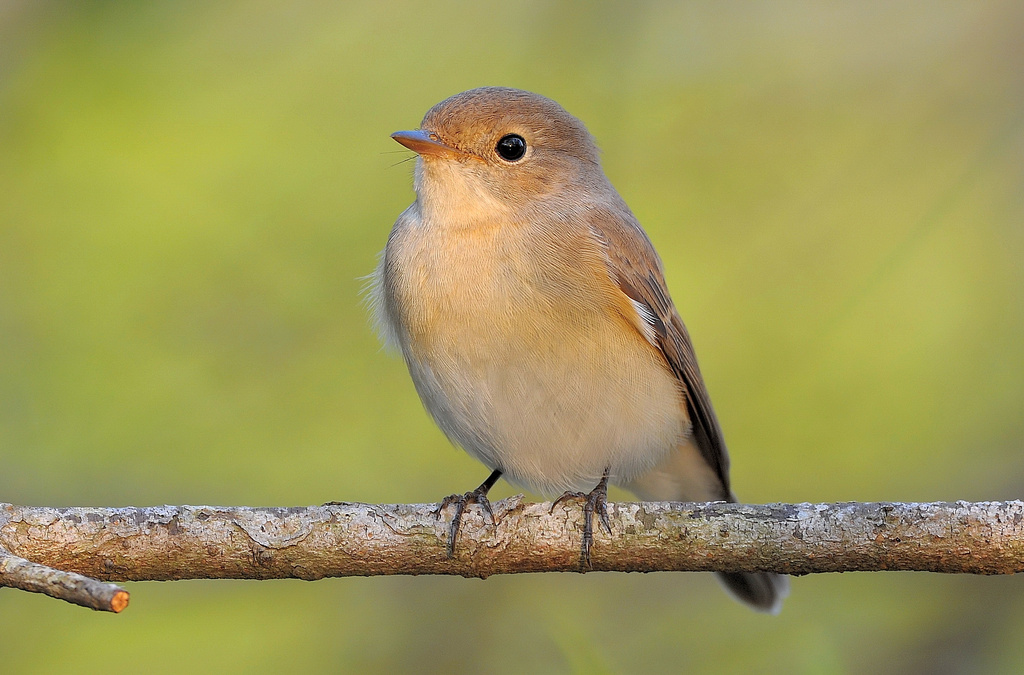
Hembra.

El papamoscas papirrojo mide entre 11–12 cm de largo. El plumaje de sus partes superiores es pardo grisáceo y el de las inferiores blanquecino. La base las plumas exteriores de la cola es blanca. Su pico es negruzco y puntiagudo. Los machos en época reproductiva tienen de su cabeza gris y la garganta anaranjada. Los machos fuera de la época de cría, las hembras y los juveniles tienen la cabeza parduzca carecen de la mancha anaranjada, pero se distinguen fácilmente de los demás miembros de Ficedula, por su tamaño y el patrón de su cola, similar al de las collalbas, con una «T» invertida sobre los laterales blancos de su cola.

## Distribución y hábitat
Es un ave migratoria que cría en el este de Europa y se desplaza al sur de Asia para pasar el invierno. Irregularmente y en pequeñas cantidades migra a Europa occidental y al norte de África.
Se encuentran principalmente en los bosques caducifolios, especialmente cerca del agua. 

## Comportamiento

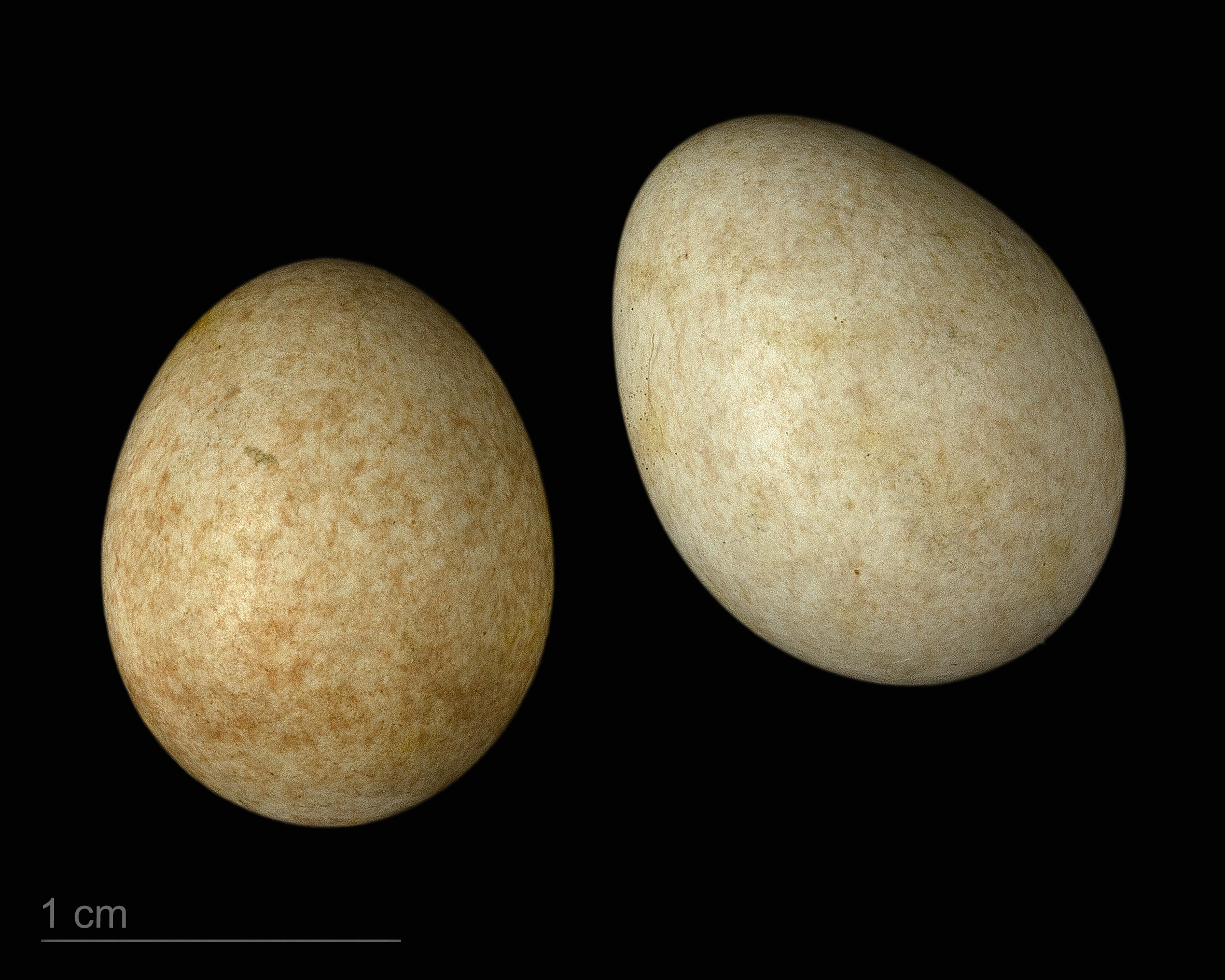
Ficedula parva - MHNT

Se alimenta principalmente de insectos, que atrapa tanto al vuelo como entre las hojas de los árboles y el suelo, y complementa su dieta con bayas.
Construyen un nido en forma de cuenco en los huecos de los árboles o similar, donde ponen entre 4–7 huevos. 
Estudios sobre sus migraciones entre 1973 y 2002 muestran que cada vez los machos regresan antes a Polonia en correlación con el aumento de las temperaturas.